# Vergadering van de Europese Regio’s
De Vergadering van de Europese Regio’s (Engels: Assembly of European Regions, AER) is een onafhankelijke netwerk van regio's in Europa.
Onder de naam Raad van de Regio's van Europa (RRE) werd de organisatie op 15 juni 1985 in Louvain-la-Neuve door 47 regio's en 9 interregionale organisaties opgericht. In november 1987 - bij de tweede Algemene Vergadering van de Regio's van Europa te Brussel - werd de naam veranderd in Vergadering van de Europese regio's. Van 1996 tot 2000 was Luc Van den Brande voorzitter van de organisatie, die is samengesteld uit 149 gemeenten en regio's en 1 interregionale organisatie uit 27 landen.
De AER vormt een politieke stem voor haar leden en biedt een forum voor interregionale samenwerking. 

## Leden
| - Berat - Dibër - Durrës - Elbasan - Fier - Gjirokastër - Korçä - Kukës - Lezhë - Shkodër - Tavoesj - Tiranë - Loṙi - Brussels Hoofdstedelijk Gewest - Duitstalige Gemeenschap - Wallonië - Bosna Podrinje - Brcko Distrikt - Republika Srpska - Sarajevo - Zenica-Doboj - Roese - Unie van Cypriotische gemeenten - Noord-Jutland - Etelä-Pohjanmaa - Keski-Pohjanmaa - Keski-Suomi - Pohjois-Karjala - Satakunta - Auvergne-Rhône-Alpes - Bourgogne-Franche-Comté - Corsica - Grand Est - Guadeloupe - Guyane - Martinique | - Adzjarië - Imereti - Borsod-Abaúj-Zemplén - Csongrád - Somogy - Donegal - Abruzzo - Friuli-Venezia Giulia - Molise - Trentino-Zuid-Tirol - Umbrië - Valle d'Aosta - Brod-Posavina - Istrië - Karlovac - Krapina-Zagorje - Lika-Senj - Međimurje - Osijek-Baranja - Primorje-Gorski Kotar - Šibenik-Knin - Sisak-Moslavina - Split-Dalmatië - Varaždin - Zadar - Zagreb - Budva - Flevoland - Gelderland - Noord-Brabant - Hedmark - Nordland - Oppland - Østfold - Telemark - Vestfold | - Kiev - Kryvy Rih - Burgenland - Niederösterreich - Oberösterreich - Tirol - Vorarlberg - Wenen - Alba - Arad - Argeş - Bihor - Bistrița-Năsăud - Braşov - Călăraşi - Caraş-Severin - Cluj - Covasna - Dâmbovița - Dolj - Galați - Gorj - Harghita - Hunedoara - Ilfov - Maramureş - Mehedinți - Mureş - Neamț - Olt - Sălaj - Satu Mare - Sibiu - Timiş - Tulcea - Vaslui - Vrancea - Mordovië - Tatarstan | - Šumadija - Vojvodina - Catalonië - Murcia - Valencia - Antalya - Denizli - Edirne - Erzurum - Gaziantep - İzmir - Kahramanmaraş - Kayseri - Kirsehir - Muş - Sakarya - Uşak - Zonguldak - Hampshire - Gävleborg - Jämtland - Jönköpings län - Kronoberg - Norrbotten - Örebro län - Östergötland - Uppsala län - Värmland - Västerbotten - Västernorrland - Västra Götaland - Basel-Landschaft - Basel-Stadt - Fribourg - Genève - Jura - Ticino - Zürich |